# Ixil-Sprache
Die Ixil-Sprache ist die Sprache des indigenen Volks der Ixil in Guatemala und gehört mit knapp 100.000 Sprechern zu den größeren Maya-Sprachen.

## Verbreitung
Die Ixil-Sprache wird im Departamento Quiché insbesondere in den Gemeinden Santa María Nebaj, San Gaspar Chajul und San Juan Cotzal, dem früher so genannten „Ixil-Dreieck“ im nordwestlichen Hochland Guatemalas gesprochen. Heute sagt man "Ixil-Region" (area ixil), weil Ixil-Dreieck ein Begriff des Militärs war.
Bei der Volkszählung von 2002 gaben 83.574 Personen (0,8 %) Ixil als Muttersprache an; 95.315 (0,8 %) bezeichneten sich als Ixil.